# Lijst van burgemeesters van Boxmeer
Dit is een lijst van burgemeesters van de Nederlandse gemeente Boxmeer in de provincie Noord-Brabant.
| Ambtsperiode | Naam burgemeester                                              | Partij of stroming | Bijzonderheden |
| ------------ | -------------------------------------------------------------- | ------------------ | -------------- |
| 1810 - 1812  | Gaspar (G.F.M.P.) de Kesschietre van Havre                     |                    | maire          |
| 1813 - 1814  | Jan Baldewijn (J.B.J.H.O.A.) van Hugenpoth tot den Berenclaauw |                    |                |
| 1815 - 1820  | Mr. Philibert (P.W.J.) van Odenhoven                           |                    |                |
| 1820 - 1832  | Dr. Johannes Franciscus Kerstens                               |                    |                |
| 1832 - 1844  | A.F.H. van de Mortel                                           |                    |                |
| 1844 - 1890  | Mr. Johannes (J.B.J.) Hengst                                   |                    |                |
| 1890 - 1921  | Clemens (C.F.J.H.) Hengst                                      |                    |                |
| 1922 - 1937  | Bernardus (B.E.A.) Verkuijl                                    |                    |                |
| 1937 - 1942  | Mr. Anthonius (A.J.J.M.) van Hellenberg Hubar                  |                    |                |
| 1942 - 1943  | W.M.C. Klijn                                                   |                    | waarnemend     |
| 1943 - 1944  | M. Stevens                                                     | NSB                |                |
| 1944 - 1946  | Mr. Anthonius (A.J.J.M.) van Hellenberg Hubar                  |                    |                |
| 1946 - 1952  | H.L.F.M. Baron van Hövell van Wezenfeld en Westerflier         | VVD                |                |
| 1953 - 1961  | Jozef Nolet                                                    |                    |                |
| 1961 - 1971  | Gert-Jan (G.J.) Mol                                            | KVP                |                |
| 1969 - 1972  | J.P. Schreven                                                  |                    | waarnemend     |
| 1972 - 1992  | Wim (W.C.) Hillenaar                                           | KVP / CDA          |                |
| 1993 - 2003  | Odi (O.P.M.) Bouwmans                                          | CDA                |                |
| 2003         | Henk (H.J.) Hendriksen                                         | PvdA               | Waarnemend.    |
| 2003 - 2021  | Karel (K.W.Th.) van Soest                                      | VVD                |                |